# Laura von Hardenberg
Laura von Hardenberg (ur. 8 września 1812 w Berlinie, zm. 24 grudnia 1857 w Wolfsbergu) – niemiecka arystokratka.

## Życiorys
Pochodziła z niemieckiego rodu arystokratycznego Hardenberg. Była jedynym dzieckiem Elżbiety Henrietty Wilhelminy von Czettritz und Neuhaus i Fryderyka Augusta Burkharda von Hardenberga – polityka, doradcy królewskiego. 
1 sierpnia 1830 w Roudnicy nad Labem wyszła za mąż za hrabiego Hugo I Henckel von Donnersmarck, z którym miała piątkę dzieci:
- Hugo II (1832–1908),
- Łazarz IV (1835–1914),
- Artur (1836–1921),
- Laura (1838–1931, żona hr. Hipolita Renarda, a następnie hr. Artura Saurma von der Jeltsch-Lorzendorf),
- Alfons (1840–1856).

W 1836 mąż nazwał jej imieniem hutę żelaza w Siemianowicach Śląskich. W 1846 hrabia Hugo kupił zamek w Wolfsbergu, który podarował Laurze. Laura von Hardenberg zmarła w 1857 roku.